# ردود الفعل الدولية حول الربيع العربي
كانت ردود الفعل الدولية حول الربيع العربي متفاوتة، إذ تضمنت مُطالبات متعلقة بحريات وحقوق مدنية أكبر في العديد من بلدان الشرق الاوسط وشمال أفريقيا السلطوية، وذلك في أواخر عام 2010 وبداية عام 2011.

## بيانات عامة
- أستراليا - في العشرين من مايو عام 2011، كتب وزير الخارجية الأسترالي كيفن رود مقالًا افتتاحيًا لصحيفة ذي أوستراليان طُبعت وعُنونت بـ«تحلى بالإيمان مع الربيع العربي»، إذ قارن نضال احتجاجات العرب لأجل الإصلاحات السياسية وتحقيق الديمقراطية مع الحركات غير الناجحة المناصرة للديمقراطية في المناطق المجاورة لأستراليا في فيجي وإندونيسيا وميانمار، ومع المطالب التي حققت نجاحًا أكبر لتحقيق الديمقراطية في الهند وجنوب أفريقيا وتركيا. أشار أيضًا إلى الدعم الأسترالي للمحتجين، إذ كتب: «أثبتت الثورات العربية الديمقراطية أن الأخيرة ليست شيئًا يدعو إليه العالم الغربي. نبع هذا النداء للديمقراطية من الداخل وبذهول تام من العالم الخارجي. من مسؤولية المجتمع الدولي الآن مساندة المواطنين العرب في ندائهم هذا من أجل الديمقراطية وحقوق الإنسان وسيادة القانون... ولهذا السبب، فإن دولًا مثل أستراليا اتبعت نهجًت طويل الأمد لدعم الديمقراطية».[1]
- بوتسوانا - في السادس عشر من يونيو عام 2011، عُقدت ندوة من قبل المركز الأفريقي للدراسات الاستراتيجية والأمينة الدائمة لوزارة الدفاع والعدل والأمن سيجاكوينغ تسيان، التي تمثل حكومة بوتسوانا، إذ وصفت الربيع العربي بأنه «نداء الصحوة». قالت إن الانتفاضات الشعبية التي حصلت في كل من تونس ومصر وباقي البلدان تشير إلى عدم تلبية تلك الحكومات رغبات شعبها بشكل كافٍ. أعربت عن استيائها من الطريقة التي تجلى بها الربيع العربي، لكنها قالت إن الحوار الوطني الشامل سيكون الإجراء الأفضل مقارنةً بالانتفاضات.[2]
- كندا - أشارت صحيفة ذا غلوب آند ميل اليومية الكندية إلى أن «نهج كندا المتحفظ تجاه حركات الربيع العربي التي تدعو للديمقراطية يتعارض مع المواقف التي تتخذها دول مجموعة الثمانية (جي 8)». انتقد رئيس الوزراء الكندي ستيفن هاربر القمع الذي طبقته الحكومات الليبية والسورية واليمنية انتقادًا عنيفًا، ومع هذا، فقد قال في السادس والعشرين من مايو إن حكومته تعتقد أن المساعدات الدولية المقدمة لبلدان ما بعد الثورة ينبغي أن تكون من قبل مؤسسات مالية إقليمية مثل البنك الأفريقي للتنمية، وقال إن كندا لن تقدم مساعدات مالية إضافية بشكل مباشر لدول الربيع العربي.[3]
- إرتيريا - في جلسة مطولة للأسئلة والأجوبة نُشرت على موقع وزارة الإعلام الإرتيرية في أواخر أيار ومطلع يونيو، تحدث رئيس إرتيريا أسياس أفورقي قائلًا إن الأحداث في العالم العربي يجب النظر إليها بشكل مستقل ولكن مترابط، مع الفساد والتقسيم الطبقي الاجتماعي الاقتصادي والاعتماد على الحكومات الاجنبية كونها عاملًا مشتركًا للعديد من الدول التي مرت باضطرابات. ألقى أفورقي اللوم على سياسة الولايات المتحدة في الشرق الأوسط قائلًا إنها خلقت «فوضى بطريقة مبتكرة وذلك دعمًا لأهدافها ومصالحها». وانتقد «التدخل الخارجي» بشؤون تونس، ومصر، وليبيا، واليمن، والدول الأخرى التي شهدت اضطرابات،[4] وقال: «تبقى الحقيقة أن كل شعب لا بد أن يحل مشاكله وفقًا لما يراه صائبًا ويتناسب مع مصالحه الخاصة دون تدخل خارجي». أشار إلى أن الغرب قد أشعل شرارة بعض الاحتجاجات وأُججها قائلًا «إن هذه التطورات أعطت درسًا للجميع عن السياسات الغربية المنفلتة في آخر عشرين عامًا». اتهم أفورقي الغرب في محاولة صنع نظام عالمي جديد من خلال السيطرة على منظمات مثل الاتحاد الأفريقي وجامعة الدول العربية للتدخل في البلدان العربية لصالح البلدان الغربية.[5]
- فرنسا - في السادس عشر من أبريل، تحدث وزير الخارجية الفرنسي ألان جوبيه في معهد العالم العربي في ندوة عُقدت في باريس حول الربيع العربي. كانت لهجته في الكلام متواضعة إذ أقر بأن تلك الموجة الثورية جاءت «كمفاجئة» لفرنسا واعترف قائلًا: «كنا نعتقد لمدة طويلة من الزمن أن نظم الحكم الاستبدادية هي المعاقل الوحيدة ضد التطرف في العالم العربي، وكنا نأخذ التهديد الإسلامي ذريعةً لتبرير غض الطرف عن الحكومات العربية التي تستهين بالحرية وتحد من تطور بلدانها». قارن جوبيه الربيع العربي بالعصر الذهبي للإسلام وقال «يجب علينا ألا نكون خائفين من «الربيع العربي»». قال إن فرنسا، رغم أنها لا تملك سياسة لمساندة «تغيير نظام الحكم» فهي تعتزم التحدث بشأن حقوق الإنسان في العالم العربي ومساندة التحول للديمقراطية في شمال أفريقيا، المنطقة التي تملك علاقات تاريخية عميقة ووثيقة مع فرنسا. وأعرب عن ثقته بالمحتجين خاتمًا حديثه بالتفاؤل حول ما تؤول إليه الأمور من نتائج الربيع العربي.[6] حث الرئيس الفرنسي نيكولا ساركوزي دول مجموعة الثمانية للموافقة على حزمة الإعانة المالية لدول ما بعد الثورة مصر وتونس في السادس والعشرين من مايو في رد له على المطالب المالية للحكومات الانتقالية في مصر وتونس.[7] تحدث جوبيه في مؤسسة بروكينغز في واشنطن العاصمة في السادس من يونيو مكررًا الكثير من النقاط الرئيسة التي ذكرها في خطابه في السادس عشر من أبريل، قائلًا «قبل كل شيء، يجب علينا ألا نكون خائفين من الربيع العربي لأنه يمثل قيمًا عامة مثل الكرامة، والحرية، واحترام حقوق الإنسان، وحق الشعوب في اختيار قائدها». وقد عرّج على كتاب صراع الحضارات المثير للجدل لعالم السياسة الأمريكي صامويل هنتنجتون، الكتاب الذي أثر في طريقة تفكير الغرب تجاه الإسلام والعالم الإسلامي في فترة ما بعد الحرب الباردة، مدعيًا أن «السماح بانطلاق شرارة الأمل التي أضرمها الربيع العربي سيكون تبريرًا لمناصري كتاب صراع الحضارات». أشار جوبيه إلى إعانة ساركوزي المالية لمصر وتونس وإلى مساهمتها في الجهود العسكرية الدولية في وضع حد للحرب الأهلية الليبية.[8]
- إسرائيل - في الرابع عشر من أبريل، تحدث وزير الخارجية الإسرائيلي أفيغادور ليبرمان قائلًا إن الاستقرار الاقتصادي هو الحل الوحيد المؤدي إلى الاستقرار السياسي في العالم العربي. وصف الربيع العربي بأنه «فرصة للعالم العربي لتحقيق الديمقراطية والازدهار» لكنه شدد على أن أولى أولويات حكومته هي «أمن إسرائيل» بالنظر إلى التوترات السياسية والعرقية التاريخية في الشرق الأوسط ذي الأغلبية المسلمة.[9]
- كازاخستان - في الثاني من أبريل، أخبر رئيس الوزراء الكازاخستاني كريم ماسيموف وكالة رويترز بأن حكومته تشاهد عن كثب الاحتجاجات والثورات في منطقة الشرق الأوسط وشمال أفريقيا، وأشار إلى أن قلة فرص التعليم والحراك الاجتماعي في العالم العربي أدت إلى ذلك الهيجان الثوري في تلك المنطقة. وأضاف أن تلك العوامل ليست هي ذاتها المشاكل الرئيسة في كازاخستان مقارنةً مع مصر وتونس. طرح ماسيموف سؤالًا مجازيًا «ما الفرق الكبير بيننا وبينهم؟» وأضاف: «يملك الشعب هنا، وخصوصًا اليافعين منهم، الأمل والفرص للمضي قدمًا في الحياة». أقر بأن الربيع العربي ركز على الإصلاحات السياسية التي تحتاج إليها العاصمة أستانة هي الأخرى، وقال إن كازاخستان ستحقق الديمقراطية بطريقة سلمية دون المرور باضطرابات مثل التي مر بها العالم العربي.[10]
- قيرغيزستان - في الثامن من يونيو، خاطبت الرئيسة روزا أوتونباييفا المنتدى العالمي الاقتصادي في العاصمة فيينا بالنمسا، وتناولت مسألة الربيع العربي بشكل مختصر. تحدثت أوتونباييفا، التي تسلمت السلطة قائدةً مؤقتة لقرغيزستان بعد الثورة القرغيزية عام 2010 وتراست خلال الانتخابات البرلمانية التي أعطت الحزب المناهض للثورة الأغلبية، قائلةَ: «بعد ما حدث في الشرق الأوسط وشمال أفريقيا، بدأت البلدان الأوربية رويدًا رويدًا بالإقرار بأن قتلَ الطغاة شعوبَهم أمرٌ مرفوض وشائن»، وحثّت دول آسيا الوسطى للحذو حذو تجربة قيرغيزستان أو خوض غمار الثورة مثل دولتيّ تونس ومصر.[11]
- ماليزيا   - في السابع عشر من مايو، في حديث حول الإسلام والاعتدال في مدينة أكسفورد، بريطانيا، تطرق رئيس الوزراء الماليزي نجيب تون عبد الرزاق إلى أحداث الربيع العربي مشيرًا إلى وتيرة الاضطراب «الكبير» في منطقة الشرق الأوسط وشمال أفريقيا ونطاقه. وأضاف: «في وسط هذه الفوضى والتشتت، ينبغي علينا ألا نفقد رؤيتنا للحقيقة التي مفادها أن تلك البلدان وأولئك الشعوب يواجهون الآن اختيارًا مصيريًا: اختيار بين التطرف والتعصب... وبين ديمقراطية معتدلة سلمية تكفل لهم حرية أكبر في التعبير». وبخصوص مساندة ماليزيا للحركة الوطنية الفلسطينية، فقد قال بوضوح: «بالنسبة إلى مساندة الفلسطينيين والقضايا الأخرى ذات المسعى الصالح، لن تؤيد ماليزيا استخدام العنف ضد غير المقاتلين، والمدنيين، والنساء، والأطفال، والمسنين، والعاجزين». أشار نجيب إلى أن المعتدلين قادرون على الانتصار في الربيع العربي وإنهاء حلقة العنف والظلم في المنطقة مقارنًا تلك الحالة بما بعد اتفاق الجمعة العظيمة في أيرلندا الشمالية، وبحركة الاستقلال الهندية، وبالصراعات من أجل الحقوق المدنية في جنوب أفريقيا والولايات المتحدة.[12]
- نيوزيلندا   - في الثاني من أغسطس، أعرب وزير الخارجية موراي ماكولي عن تفاؤل حكومته بشأن تحقيق الربيع العربي نتيجةً إيجابية؛ لكنه حذر قائلًا «إن هذه العملية الانتقالية لن تكون سهلة المنال، ولا يمكننا أن نكون واثقين من حصول التغيرات». قدم ماكولي ملحوظة بشأن طبيعة الانتفاضات المفاجئة قائلًا «ما نعرفه حق المعرفة هو أننا نتعامل مع مجموعة من أشكال الحكم المختلفة ومع تطلعات كبيرة لمستقبل أفضل، وعلى الرغم من بقاء النخب كما هي في العديد من الدول، فسوف يتحتم على القادة العرب أن أكثر تجاوبًا مع مطالب شعوبهم».و أضاف أن نيوزيلندا كانت تتعامل مع الحكومات العربية، وقد قدمت دعمها الدبلوماسي والاقتصادي للحكومات الانتقالية في كل من مصر وليبيا وتونس.[13]
- روسيا - في الرابع عشر من يونيو، عبّر رئيس الاتحاد الروسي دميتري ميدفيديف عن مخاوفه بشأن الربيع العربي، مخبرًا نظيره الرئيس الأوزبكي إسلام كريموف أنه يأمل بأن يسفر ذلك عن نتيجة «واضحة ومتوقعة بالنسبة إلينا». قال إن رياح الثورة بإمكانها زعزعة روسيا والمناطق المجاورة لها.[14] في الرابع عشر من يوليو، قارن الربيع العربي بسقوط جدار برلين وقال إنه قد أثبت أن «الإصلاحات الاجتماعية الاقتصادية، الإصلاحات التي تأخذ بالحسبان مصالح أغلبية الناس، لا بد أن تُنفذ في الوقت المناسب».[15]
- تركيا - في منتصف شهر مارس، تحدث رئيس الوزراء رجب طيب أردوغان في مؤتمر القمة في إسطنبول قائلًا إن الثورات في المنطقة حملت مطلبًا شعبيًا ألا وهو «مطلب التغيير»، ونبه الحكومات العربية لتكون مهيأة تمامًا للاستجابة لمطالب شعوبها وأن تمتنع عن استخدام العنف والإكراه ضدهم. أكد أردوغان أن تركيا لن تتدخل في شؤون البلدان الأخرى لكنها ستستمر في إبداء نقدها البناء والمحايد.[16]